# Giuseppe Lanzoni (médecin)
Pour les articles homonymes, voir Lanzoni.
Giuseppe Lanzoni, né le 26 octobre 1663 à Ferrare et mort le 1er février 1730, est un médecin et antiquaire italien.

## Biographie
Giuseppe Lanzoni nait le 26 octobre 1663, à Ferrare. Dès son plus jeune âge, il montre beaucoup d’inclination pour l’étude, et des dispositions pour les sciences. En 1685 il reçoit le double titre de docteur en philosophie et en médecine, et l’année suivante, malgré sa jeunesse, il obtient une chaire qu’il conserve jusqu’à sa mort, arrivée le 1er février 1730. C’est moins comme médecin qu’il se distingue que comme érudit passionné pour le travail de cabinet. Il y consacre tout son temps, qu’il partage entre la lecture des ouvrages sur l’art de guérir et celle des cours d’antiquités. Il n'a pas beaucoup de confiance dans le pouvoir de la médecine, c’est- à-dire qu’il ne croit pas à tous ces prétendus miracle. Il compte peu sur les remèdes, principalement sur ceux qui résultent d’une association de drogues diverses, et la saignée, aidée du régime, est à peu près le seul auquel il accordât une efficacité incontestable. Presque toutes les académies de l’Italie l’ont admis parmi leurs membres, et il appartient à celle des Curieux de la nature sous le nom d’Épicharme. Il a dix-sept fils, dont seize meurent en bas âge.

## Œuvres
Ses ouvrages, assez nombreux, sont réunis sous ce titre : Opera omnia medico-physica et philosophica, tum edita hactenus, tum inedita, Lausanne, 1758, 3 vol. in-4°. Les plus remarquables sont Citrologia curiosa, seu curiosa citri descriptio, Ferrare, 1690, in-12 ; réimprimé en 1705, in-4° ; De Balsamatione cadaverum, Ferrare , 1695, in-12 ; réimprimé à Genève en 1696, à Ferrare en 1704 , et à Genève en 1707 ; Dissertatio de latrophysicis Ferrariensibus qui medicinam suis scriptis exornarunt, Bologne, 1690 ; in-4°.